# Wyoming
Wyoming er en delstat i USA, der grænser til Colorado, Idaho, Montana, Nebraska, South Dakota og Utah, og som blev optaget som USA's 44. delstat den 10. juli 1890. Wyomings hovedstad og største by er Cheyenne. Indbyggertallet er omkring 576.851(2020) indbyggere, hvilket gør den til USA's mindst befolkede delstat.

## Historie
Området, som i dag udgør delstaten Wyoming, var oprindeligt beboet af et antal indianerstammer. Navnet Wyoming kommer fra lenape-ordet xwé:wamənk, som betyder ved den store flodsteppe, og som oprindeligt blev anvendt om dalen Wyoming Valley i Pennsylvania. Stammerne crow, arapaho, lakota, and shoshone var nogle af de oprindelige indbyggere, som de første hvide opdagelsesrejsende mødte, da de første gang kom til området. Selv om franske pelsjægere muligvis kom til områdets nordlige del i slutningen af 1700-tallet, var John Colter, et medlem af Lewis og Clark-ekspeditionen, sandsynligvis den første hvide amerikaner, som nåede til området i 1807. Hans beretninger om Yellowstone-området blev på den tid anset for at være fiktion. Den opdagelsesrejsende Robert Stuart opdagede South Pass i 1812, som senere blev en del af Oregon Trail. I 1850 opdagedes  Bridger Pass, som senere blev anvendt som transportvej for jernbanen Union Pacific Railroad i 1868, og i det 20. århundrede af motorvejen I-80. 
Efter at Union Pacific Railroad i 1867 nåede byen Cheyenne, som senere blev hovedstad, begyndte befolkningen at vokse støt i Wyoming-territoriet, som blev dannet i 1868. I modsætning til Colorado mod syd oplevede Wyoming aldrig et boom i befolkningen grundet fund af mineraler som guld eller sølv, men kobber blev dog fundet i dele af delstaten.
Da statsfinansierede ekspeditioner nåede til Yellowstone-området fandt de, at tidligere rapporter om naturen i området var korrekte, og dette førte i 1872 til dannelsen af Yellowstone National Park, som blev verdens første nationalpark.[kilde mangler]
I 1869 fik kvinderne i Wyoming stemmeret som de første i USA, hvilket delvis var et forsøg på at skaffe nok stemmer til, at Wyoming kunne anerkendes som en delstat. Wyoming var også i 1924 den første delstat, som valgte en kvindelig guvernør.
Wyoming blev en delstat i USA den 10. juli 1890.

## Politik
Wyoming er overvejende konservativt og politisk orienteret mod det republikanske parti. Delstaten har ikke stemt for en demokratisk præsidentkandidat siden 1964, og kun 2 ud af 23 amter anses som værende orienteret mod det demokratiske parti. Ved præsidentvalget i 2004 vandt George W. Bush en andel af stemmerne på 69%, det tredjehøjeste tal i USA, og hans vicepræsident, Dick Cheney, kom fra Wyoming og repræsenterede delstaten i kongressen fra 1979 til 1989. Wyoming har to senatorer i  USA's Senat og  kun en i Repræsentanternes Hus og de er alle republikanere.
På trods af Wyomings klare præference for republikanere i føderal politik har det demokratiske parti haft guvernørposten i flere perioder. Den nuværende republikanske guvernør, Mark Gordon, tiltrådte 7. januar 2019.
Grundet Wyomings lave indbyggertal har delstaten kun tre valgmandsstemmer ved præsidentvalg. Teknisk set har indbyggerne i Wyoming højere politisk indflydelse end andre delstater i USA, f.eks. har Montana en befolkning, der er næsten dobbelt så stor som Wyomings, men også kun tre valgmandsstemmer.

## Geografi
Wyoming grænser mod nord til Montana, mod øst til South Dakota og Nebraska, mod syd til Colorado, mod sydvest til Utah og mod vest til Idaho. Wyoming er en af de tre delstater i USA, hvis grænser alene består af rette linjer langs bredde- og længdegrader – Utah og Colorado er de 2 andre. Det er den 10. største delstat i USA med et areal på 253.348 km², og den er inddelt i 23 amter.
Sletteområdet Great Plains møder Rocky Mountains i Wyoming. Delstaten er et stort plateau, der brydes af en række bjergkæder. I nordvest ligger bl.a. Teton Range, i det centrale nord Big Horn Mountains, i nordøst Black Hills og i syd bjergkæderne Laramie, Medicine Bow og Sierra Madre.
Wyoming er en tør delstat, hvor størstedelen af landområderne modtager mindre end 25 cm nedbør om året, og derfor er de mindre egnede til landbrug. Kvægavl er udbredt, især i områderne tæt på de mange bjergkæder. 
Bjergkæden Teton Range i nordvest løber over 80 km og repræsenterer et imponerende udsnit af bjerge i delstaten. Den er hjemsted for bjerget Grand Teton, det andethøjeste punkt i Wyoming, og Grand Teton National Park.
Et antal floder har deres udspring i delstaten eller flyder gennem den, inkl. Yellowstone River, Powder River og Snake River. Lewis River har hele sit løb inden for grænserne af Yellowstone National Park.
Floderne i øst, bl.a Platte River, Wind River, Bighorn River og Yellowstone River flyder ud i Missouri-flodens system og til slut ud i Atlanterhavet. Snake River i nordvest løber ud i Columbia River til Stillehavet.
Der er 2 nationalparker i Wyoming:
- Grand Teton National Park
- Yellowstone National Park

### Klima
Klimaet i Wyoming er køligt, tørt og blæsende sammenlignet med det meste af USA, primært på grund af delstatens topografi. Somrene er varme med gennemsnitlige højeste temperaturer i juli på mellem 29 °C og 35 °C de fleste steder. Gennemsnittet er dog lavere for områder, der er højtliggende. Vintrene er kolde med varierende temperaturer. Området omkring Big Horn har en årlig nedbørsmængde på mellem 125 og 200 mm og de lavereliggende områder i nord og øst modtager ca. 250–300 mm. Nogle bjergområder har helt op til 5 meter nedbør om året.

### Større byer
Wyomings 5 største byer:
| Nr. | By           | Amt               | Indbyggertal |
| --- | ------------ | ----------------- | ------------ |
| 1   | Cheyenne     | Laramie County    | 55.731       |
| 2   | Casper       | Natrona County    | 51.738       |
| 3   | Laramie      | Albany County     | 26.050       |
| 4   | Gillette     | Campbell County   | 22.685       |
| 5   | Rock Springs | Sweetwater County | 18.772       |

I 2005 boede 50,6% af indbyggerne i Wyoming i de 13 største byer.

## Økonomi
Ifølge U.S. Bureau of Economic Analysis var Wyomings bruttodelstatsprodukt 27,4 mia. USD i 2005. Arbejdsløsheden var i 2006 ca. 3,3% lavere end det nationale gennemsnit på 4,6%. Wyomings økonomi adskiller sig markant fra andre delstaters økonomi, idet mine- og turistindustien er de vigtigste erhverv. USA's føderale myndigheder ejer 50% af jorden, mens 6% ejes af delstatsmyndighederne
I 2002 besøgte 6 mio. personer Wyomings nationalparker og nationale monumenter. De vigtigste turistattraktioner omfatter bl.a. Grand Teton National Park, Yellowstone National Park, Devil's Tower National Monument og Fossil Butte National Monument. Hvert år har Yellowstone National Park tre mio. besøgende.
Historisk set har landbrug været et vigtigt element i delstatens økonomiske identitet, men dets betydning er faldet. De vigtigste landbrugsvarer er kvæg, hø, korn og uld. Over 91% af jorden i Wyoming er klassificeret som rural.
Wyomings mineindustri udvinder bl.a. kul, naturgas, råolie, uran og trona, og delstaten har en af de højeste andele af personer beskæftiget med minedrift i USA. I 2002 var indtægterne fra mineindustrien over 48 mio. USD.

## Demografi
I 2007 havde Wyoming en anslået befolkning på 522.830, hvilket var en stigning på 5,88% i forhold til 2000. I 2004 var andelen af personer født i udlandet 2,2%.
Wyoming er den mindst befolkede blandt alle USA's delstater, og selv distriktet District of Columbia har flere indbyggere. Wyoming har også den laveste befolkningstæthed blandt alle de 48 kontinentale delstater. Alaskas befolkningstæthed er lavere, selv om denne delstats befolkningstal er højere end Wyomings.
De største ophavsgrupper i Wyoming er tysk-amerikanere (25,9%), britisk-amerikanere (15,9%), irsk-amerikanere (13,3%), personer af amerikansk oprindelse (6,5%), norsk-amerikanere (4,3%) og svensk-amerikanere (3,5%).

### Religion
De religiøse tilhørsforhold i Wyoming er:
- Kristne – 78%
  - Protestanter – 53%
    - Lutheranere – 8%
    - Baptister – 8%
    - Metodister – 6%
    - Presbyterianere – 4%
    - Anglikanere – 4%
    - Andre protestanter – 21%

  - Katolikker – 16%
  - Mormoner – 11%
- Andre religioner – 1%
- Ikke-religiøse – 21%